# استان پتچابوری

نقشهٔ تایلند و جایگاه استان پتچابوری.

استان پتچابوری  یا پچابوری یا فتچابوری یکی از استانهای کشور تایلند است. مساحت آن 6225 کیلومترمربع می‌باشد. جمعیت این استان در سال ۲۰۰۰ بالغ بر ۴۳۵۰۰۰ نفر برآورد شده است.
استان پتچابوری نظر تقسیمات کشوری بخشی از ناحیه غرب تایلند به حساب می آید. مرکز این استان شهر پتچابوری است.